# Europe, She Loves
Europe, She Loves ist ein Dokumentarfilm des Schweizer Regisseurs Jan Gassmann aus dem Jahr 2016.

## Handlung
Der Film behandelt das politische Auseinanderdriften der EU anhand der Liebesbeziehungen von vier Paaren an den Rändern Europas, die von ökonomischen und sozialen Krisen geprägt sind: Siobhan und Terry in Dublin wollen ohne Drogen leben; in Tallinn hofft Veronika, dass sich Harri besser mit ihrem Sohn Artur versteht; Penny will Thessaloniki und den älteren Niko verlassen, um in Italien zu arbeiten; und Juan und Caro in Sevilla, frisch verliebt, denken kaum an die Zukunft.
Der Alltag bringt allen ähnliche Probleme und die Beziehungen sind eine Flucht in die Privatheit vor den sozialen und wirtschaftlichen Problemen ihrer Heimatländer. Exzessive Partys und Drogenkonsum sind für alle selbstverständlich, und sie lassen die Kamera an intimen Momenten bis zum Sex teilhaben. Jan Gassmann und Kameramann Ramòn Giger gelingt es, eine eindrucksvolle Nähe zu den Paaren aufzubauen und mit wenigen Bildern die Essenz von deren Lebensumständen episodisch zu erfassen.

## Auszeichnungen
- 2016: Schweizer Filmpreis – Nomination in der Kategorie Bester Dokumentarfilm und Beste Kamera[5]
- 2016: Zürcher Filmpreis in der Kategorie Bester Dokumentarfilm und Beste Kamera[6]
- 2016: DOK.Fest München – Dokumentarfilm Talent Award, Förderpreis
- 2016: Zurich Film Festival – Schweizer Förderpreis und Nomination Goldenes Auge
- 2016: DocsDF Mexiko – Jury Award